# Mockingbird (film)
Pour les articles homonymes, voir Mockingbird.
Pour plus de détails, voir Fiche technique et Distribution.
Mockingbird est un film d'horreur américain en found footage, sorti en 2014, écrit et réalisé par Bryan Bertino,. Le film est sorti en vidéo à la demande le 7 octobre 2014 et sortira en DVD et Blu-ray le 21 octobre de la même année. Il met en vedette Todd Stashwick, Alexandra Lydon et Barak Hardley.

## Synopsis
Le film suit trois groupes de personnes, qui ont tous trouvé une caméra devant leur porte. Ils commencent alors à filmer en se disant que c'est peut-être un moyen pour gagner de l'argent dans un jeu étrange. Tom est un gars moyen filmant la vie de sa famille et de sa femme Emmy. Beth est une étudiante ennuyée et isolée qui voit la caméra comme quelque chose pour remplir son temps libre. Leonard (Barak Hardley) est un enfant à sa maman. Chaque groupe a reçu un intitulé : « The Family » (Tom & Emmy), « The Woman » (Beth) et « The Clown » (Leonard), mais ils ignorent en grande partie ce qui se passe vraiment et ils vont se retrouver piégés quand ils reçoivent des instructions leur disant de continuer à filmer sous peine de mourir.

## Distribution
- Audrey Marie Anderson : Emmy
- Natalie Alyn Lind : ami de Jacob # 4
- Benjamin Stockham : ami de Jacob # 2
- Emily Alyn Lind : Abby
- Alyvia Alyn Lind : Megan
- Todd Stashwick : Tom
- Lee Garlington : Maman
- Spencer List : Jacob Henry
- Isabella Murad : ami de Jacob # 3
- Alexandra Lydon : Beth
- Barak Hardley : Leonard

## Avis
Bloody Disgusting et Indiewire ont tous deux donné des critiques favorables à Mockingbird et Bloody Disgusting a encensé le film pour son ton en disant que même s'il « manque un peu du vernis de studio de The Strangers, il semble en fait plus gros que ce film à certains égards ». We Got This Covered a commenté que « Mockingbird joue comme un segment d'anthologie V/H/S qui en fait trop, il utilise des archétypes déjà vu des milliards de fois dans les found footages ».